# Опришки (ансамбль)

Обкладинка першого міні-альбому ансамблю, виданого фірмою «Мелодія»

Опришки — український вокально-інструментальний ансамбль з міста Івано-Франківська. Керівник ансамблю — Руслан Іщук. 

## Історія
Ансамбль існував на початку 70-х років, і разом із «Смерічкою», «Арнікою», «Ватрою» та «Кобзою» був одними із лідерів серед українських вокально-інструментальних ансамблів.
Репертуар ВІА «Опришки» складали народні пісні у біг-бітовому аранжуванні: «Бодай-ся когут знудив», «Дай-ня мамко», «Сиджу я край віконечка», «Сумна я була», «Сухая верба». Крім них набули популярності автоські пісні Руслана Іщука «Канни» та «Нічия».
У 1972 році «Опришки» видали на фірмі звукозапису «Мелодія» перший міньйон, у 1973 — платівку формату гранд. На відміну від ВІА «Смерічка», «Арніка» та «Ватра», що перейшли працювати у обласні філармонії, ВІА «Опришки» залишався самодіяльним студентським ансамблем і невдовзі перестав існувати.
Зараз[слово-паразит] Руслан Іщук працює в Тернопільському інституті народного господарства і є керівником театру пісні «Літопис», який продовжує традиції ВІА «Опришки». Ансамбль «Літопис» є лауреатами фестивалю «Доля-93» у Чернівцях. У цьому ансамблі розпочинав діяльність гурт «Нічлава-блюз», лауреати фестивалю «Червона рута — 1993».

## Дискографія
- 1972 Вокально-інструментальний ансамбль «Опришки» (міньйон)
  - Бодай ся когут знудив (українська народна пісня), солістка Люція Паньків
  - Канни (Р.Іщук — Ф.Пігович)
  - Дай ня мамко (українська народна пісня), солістка Люція Паньків
  - Чар-зілля (Р.Іщук — Я.Рудій)
- 1973 Платівка формату Ґранд (250 мм)

## Учасники
- Руслан Іщук — Керівник
- Борис Данилишин-соло-гітара, вокал
- Люція Паньків — Солістка
- Валерій Лещук — Ударні
- Микола Соя — Вокал
- Ернест Сайлер — Ритм-гітара
- Роман Кузьменко — Бас-гітара
- Валерій Чікіріс — Флейта
- Олег Осадчий — Тромбон
- Олександр Яценко — Труба